# Ben Komproe
Ben Komproe, Bernhard Komproe (ur. 22 października 1942, zm. 11 października 2004) – polityk Antyli Holenderskich, premier.
Czołowy działacz Robotniczego Frontu Wyzwolenia (FOL), po zwycięstwie wyborczym partii został premierem 22 lipca 2003; lider partii, Anthony Godett, sam nie mógł objąć teki szefa rządu w związku z toczącym się przeciw niemu postępowaniem karnym. Komproe sprawował swoje obowiązki krótko, już w sierpniu 2003 zastąpiła go siostra Anthony’ego Godetta, Mirna Louisa-Godett; został wówczas mianowany ministrem sprawiedliwości. W kwietniu 2004 ustąpił po ujawnieniu, że jako szef resortu sprawiedliwości nakazał pozostawienie oskarżonego o przestępstwa działacza partii FOL Nelsona Monte na obserwacji w szpitalu o wysokim standardzie zamiast w areszcie. Sprawa ta doprowadziła do upadku rządu Louisy-Goddett w czerwcu 2004.
We wrześniu 2004 został aresztowany i oskarżony o korupcję oraz udział w organizacji przestępczej; był zamieszany w sprawę nielegalnego finansowania FOL. W więzieniu uległ gwałtownemu pogorszeniu jego stan zdrowia, wkrótce zmarł.